# 虚像の道化師 ガリレオ7
『虚像の道化師 ガリレオ7』（きょぞうのどうけし ガリレオセブン）は、東野圭吾の連作推理小説である。2012年8月10日に文藝春秋から単行本が刊行された1。ガリレオシリーズ第7弾、短編集としては4作目となる。
2013年にテレビドラマ『ガリレオ』第2シリーズで、映像化された。
単行本『禁断の魔術 ガリレオ8』の「透視す」「曲球る」「念波る」の3作も合わせて7作品収録再編集し、2015年3月10日に、文春文庫版オリジナルとして文藝春秋から発刊された。

## 概要
ネタの枯渇から著者は『ガリレオの苦悩』でシリーズの短編は終わりと考えていたが、「相手に触れずに転落死させる方法」のアイデアが浮かび上がり、そのトリックを描きたいという想いから収録作となる短編「幻惑す」を執筆し、以降の短編は単行本化のため苦心して浮かんだアイデアを実現させたという背景があり、次作『禁断の魔術 ガリレオ8』の構想が出るまでシリーズ短編のラストとしてふさわしいと考えていたという。また執筆中に湯川と草薙が探偵役としての役割を持った初登場時から16年で人間として育ったことを実感し、アイデアさえ固まれば2人が勝手に動いてくれるため執筆に殆ど苦労しなかったと語っている。内容は前作まで5編収録されていた短編集とは異なり収録作は4編となっている他、一時内海が引き継いでいた湯川に協力を仰ぐ立場を草薙が再び担う場面も見られた。
2012年8月23日に発表された8月27日付のオリコン“本”ランキングBOOK（総合）部門で、4万5000部の売上により首位となった。著者作の首位獲得は『ナミヤ雑貨店の奇蹟』以来5か月ぶり、ガリレオシリーズでは『聖女の救済』以来3年9か月ぶりとなる。

## 各章あらすじ

### 第一章・幻惑す（まどわす）
週刊誌の取材を受けていた宗教法人「クアイの会」の本部のビルで、第五部長の役職の男が5階の窓から転落死した。一見すると、教祖である連崎至光に資金横領を問い詰められた第五部長が自ら飛び降りたように見えた。しかし、連崎はそれは自分が念を送ったことが原因だと主張し、警察に出頭してきた。草薙は、連崎の対応に困った所轄からの依頼で事件を担当する。週刊誌が「クアイの会」とグルになっている可能性はなく、草薙から話を聞いた湯川も「物理学とは関係なさそうだ」と取り合わず、事件は自殺として処理される方向に傾きかける。
草薙が次第に釈然としない思いを抱える一方、「クアイの会」は週刊誌の記事によって高い注目を浴びるようになる。その影響力によって自分たちの周りに波風が立ち、その状況を見過ごせなくなった湯川と草薙は再び事件に着手する。湯川は連崎と対峙することで、念の全容の解明に乗り出していく。
連崎至光（れんざき しこう）
宗教法人「クアイの会」の教祖。5年前に「クアイの会」を発足。その前は気功の研究に没頭し、整体師から気功師へ転身。外気功診療で全国に名を馳せていた。本名は石本一雄だが、「その名は捨てた」と本人は言う（“連崎至光”は聖人から授かった名前らしい）。魂の浄化を目的とし、救いを求める人に念を送る。それを「送念」と呼ぶ。本部で行う際は「浄めの間」という部屋で窓を開けて実施する。
里山奈美（さとやま なみ）
「週刊トライ」の女性記者。「クアイの会」を取材。ボーイッシュな容貌で、推定30歳前後。当初は「クアイの会」のインチキを暴こうと、カメラマンの田中と取材を進めていた。しかし、連崎が念を送ると中上が飛び降りる場面を目撃。それ以来、連崎の力を本気で信じ、傾倒していく。
藤岡（ふじおか）
草薙と共に「クアイの会」の事件を担当する所轄の刑事。人の良さそうな小男。「クアイの会」での事件が自殺として処理される中、「クアイの会」信者からの密告で事件に疑問を持つ。そして、草薙に相談を持ちかける。
中上正和（なかがみ まさかず）
「クアイの会」の第五部長兼経理担当。会の資産の使い込みを疑われていた。
佐代子（さよこ）
連崎の妻。整った顔立ちだが、おとなしく地味な印象の女性。「クアイの会」の信者。しかし、会の決まりで家族という理由から幹部ではない。
真島武雄（まじま たけお）
「クアイの会」第一部長で、連崎の一番弟子。
守屋肇（もりや はじめ）
「クアイの会」第二部長。

### 第二章・心聴る（きこえる）
OLの脇坂睦美はこのところ、自分にしか聞こえない羽虫が飛び回るような音に悩まされていた。そんな中、睦美の上司である部長・早見達郎が自宅マンションのベランダから飛び降りて死亡する事件が発生する。早見が飛び降りる直前の行動に不審な点が多いことから、草薙と内海は会社の関係者への事情聴取を行うが、殺人を決定づける証拠は見つからず捜査は打ち切られる。それからしばらく経った頃、風邪の兆候を感じた草薙が病院へ行くと、そこで発狂して暴れる男に遭遇し、すぐさま取り押さえるも、その際に男が持っていたナイフで刺され入院する。警察学校時代の同期で所轄刑事の北原から、草薙を刺した男・加山幸宏が幻聴に苦しみ精神を蝕まれていたこと、そして加山が早見と同じ会社、同じ部署に勤務していることを知らされた草薙は、早見の事件で気になった『霊』、『声』というキーワードから二つの事件の関連性を疑い、内海を北原のもとへ向かわせる。
内海は北原と共に湯川のもとを訪れ、早見と加山が意図的に幻聴を聞かされていたのではないかという草薙の推論の検証を依頼する。草薙の推論に耳を傾けようとしない北原を説得し、加山との面談に臨んだ湯川は、「加山が幻聴を聞いた時に側にいた人物、そして早見や加山の周辺で現在も幻聴に悩まされている人物」の特定を指示し、その指示によって内海と北原は脇坂睦美の元に辿り着いた。
北原信二（きたはら しんじ）
加山の事件を担当する所轄の刑事。草薙とは警察学校時代の同期で、共に捜査一課を目指したライバル。先に捜査一課に抜擢された草薙を内心では妬んでいる。固定観念が強く、幾度も事件解決に貢献してきた湯川のことも、一般人だという理由でぞんざいに扱う。
脇坂睦美（わきさか むつみ）
事務機器メーカー「ペンマックス」の営業部所属のOL。早見の不倫相手が所属する広告部に友人がおり、その友人から早見の不倫話を聞いていた。同僚たちにその話をしていたため、事情通と見なされ草薙たちの聞き込みを受けることになる。
早見達郎（はやみ たつろう）
「ペンマックス」営業部部長で、睦美の上司。広告部の女性と不倫関係にあったが、その女性は早見に離婚の意思がないことを知り、3ヶ月前に自殺している。
長倉一恵（ながくら かずえ）
睦美の同僚のOL。睦美が幻聴のようなものを聞いていたのを知っている。
加山幸宏（かやま ゆきひろ）
32歳。「ペンマックス」営業部社員。営業成績は優秀で、大きなプロジェクトのリーダーにも抜擢されていた。
村木（むらき）
「ペンマックス」営業部課長。役員たちとの会議中、加山の様子がおかしくなるのを目撃し、そのことを北原に証言する。
小中行秀（こなか ゆきひで）
「ペンマックス」営業部社員。加山とは同期入社。

### 第三章・偽装う（よそおう）
山中のリゾートホテルへ向かう湯川と草薙。バドミントン部時代の友人の結婚式がそこで開かれる予定だったが、道中、車のタイヤがパンクに見舞われ、雨の中で交換を余儀なくされる。そんな二人を見かねて傘を差し出した桂木多英の両親が、ホテルのほど近くにある別荘で惨殺体となって発見される。多英の父・武久は散弾銃で撃たれロッキングチェアに座り、母・亜紀子は扼殺され横たわっていた。折からの雨による土砂崩れで、ホテルと別荘のある地域に通じる唯一の道が封鎖され、草薙は急遽、事件の初動捜査を担うことになる。
捜査の結果、作詞家である武久が、自身の歌詞の盗作を疑っていた弟子の鳥飼修二と別荘で話し合いをしようとしていたことが判明し、鳥飼が容疑者として浮上する。しかし、草薙が撮影した現場写真を見た湯川は、その状況に拭いきれない違和感を覚える。そして、湯川は多英に目を向け、彼女に率直すぎる質問を投げかけることで、現場に巧妙に施された偽装工作を明らかにしていく。
桂木多英（かつらぎ たえ）
湯川と草薙に傘を貸してくれた女性。赤いアウディ・A1を乗りこなし、かなりの美人。武久と鳥飼の仲裁役として、話し合いが行われる別荘を訪れ、両親の遺体を発見する。
桂木武久（かつらぎ たけひさ）
多英の父親。「竹脇 桂」のペンネームで主に演歌の作詞を手掛ける作詞家。ヒット作もあり、紅白歌合戦で歌われた曲もあるほど。だが現在は、鳥飼の活躍に支えられ作詞の仕事をしている状態。
桂木亜紀子（かつらぎ あきこ）
多英の母親。彼女も武久と鳥飼の話し合いに加わる予定だった。
鳥飼修二（とりかい しゅうじ）
武久の弟子で音楽プロデューサー。西麻布に住んでいる。武久に自身が手掛けた曲の一部の歌詞を盗作だと指摘されていたが、武久にも見てもらったオリジナルの歌詞だと主張している。
谷内祐介（たにうち ゆうすけ）
湯川と草薙の大学バドミントン部の同期。自身の結婚式が開かれた地元の町長。大卒後、地元の県庁で地元振興の仕事に就き、2年前に辞職して立候補し町長になった。ちなみに、父親も元市長。妻は13歳年下。
熊倉（くまくら）
谷内が町長を務める地元の警察署長。有権者としての繋がりから谷内とも面識がある。交通畑を長く歩み、刑事事件の経験はほとんどないため、谷内を介して草薙たちに捜査協力を依頼する。

### 第四章・演技る（えんじる）
劇団『青狐』を主宰する駒井良介が、自宅の一軒家で刺殺された。駒井を刺殺した同劇団の女優・神原敦子は、駒井の携帯電話をアリバイ工作に利用した。打ち合わせの途中に駒井からの着信を受け、彼の元へ向かい遺体の第一発見者となる。さらに、携帯電話で撮影された花火の写真の時刻を使い、あたかも駒井が電話をかけた時点で殺害されたかのように装い、容疑を逸らそうとする。
やがて、凶器が劇団内で使われたナイフだと判明したことから、内部犯による犯行という見方が強まる。その中で、草薙と内海は敦子がアリバイトリックを用いたことに気づき、核心に迫っていく。そんな中、偶然にも劇団と関係があった湯川は、敦子から警察の捜査状況を聞き出せないかと相談を受ける。草薙から事件の全容を聞かされた湯川は、劇団のナイフが使用された理由に注目する。そして、現場を見たことで、敦子の本当の狙いを明らかにしていく。
神原敦子（かんばら あつこ）
小劇団「青狐」の女優兼脚本家。以前は駒井と付き合っていたが、駒井の気持ちが離れたため別れている。女優として演じることに強いプロ意識を持っている。物理学者が主役の舞台を作る際の取材がきっかけで湯川と知り合い、湯川は「青狐」のファンクラブの特別会員になっている。
駒井良介（こまい りょうすけ）
小劇団「青狐」の主宰・演出家。劇団だけでなく、ドラマの脚本家としても有名。倉庫を改造した自宅に住んでいる。敦子と別れた後も、彼女を尊敬できる仲間として接していた。
工藤 聡美（くどう さとみ）
小劇団「青狐」の女優。半年前から駒井と交際を始めていた。
安部 由美子（あべ ゆみこ）
小劇団「青狐」の女優兼衣装係。敦子のアリバイ作りに利用され、敦子と共に駒井の遺体の第一発見者となる。
吉村 理沙（よしむら りさ）
小劇団「青狐」の女優。夜は銀座のクラブでアルバイトをしている。草薙に敦子と駒井の破局後の様子を証言する。

## 書誌情報
- 単行本：『虚像の道化師 ガリレオ7』、2012年8月10日[1]、文藝春秋、ISBN 978-4-16-381570-1
- 文庫本：『虚像の道化師』、2015年3月10日[7]、文春文庫、ISBN 978-4-16-790311-4

## 舞台

### オリジナル音楽劇『ガリレオ★CV』
東野圭吾原作 / 「虚像の道化師〜演技る〜」より オリジナル音楽劇『ガリレオ★CV』として、2021年5月26日から30日にかけてシアターサンモールを会場に公演された。本書収録の「第四章・演技る」が原作。
企画・製作はエヌオーフォー。脚本・演出：堤泰之。音楽：楠瀬拓哉、伊真吾。プロデューサー：難波利幸。

#### 出演（ガリレオ★CV）
- 駒井良介 - 安里勇哉
- 草薙俊平 - 加藤良輔
- 木波寅太郎 - 三好大貴
- 神原敦子 - 宮原理子
- 内海薫 - 難波なう
- 工藤聡美 - 髙橋果鈴
- 安部由美子 - 荻野紗那
- 湯川学 - 久保田秀敏

#### 楽曲（ガリレオ★CV）
- 悲しき熱帯魚（作詞：堤泰之 / 作曲：楠瀬拓哉 / 編曲：伊真吾）
- ガリレオのテーマ（作詞：堤泰之 / 作曲：楠瀬拓哉 / 編曲：伊真吾）
- 十字架（作詞：堤泰之 / 作曲：楠瀬拓哉 / 編曲：伊真吾
- 虚像の道化師（作詞：堤泰之 / 作編曲：伊真吾）

### オリジナル音楽劇『ガリレオ★CV2』
東野圭吾原作 / 「虚像の道化師〜心聴る〜」よりオリジナル音楽劇『ガリレオ★CV2』として、2022年4月13日から17日にかけて博品館劇場を会場に公演された。本書収録の「第二章・心聴る」が原作。
企画・製作はエヌオーフォー。脚本・演出：堤泰之。音楽：楠瀬拓哉、伊真吾。プロデューサー：難波利幸。

#### 出演（ガリレオ★CV2）
- 湯川学 - 南圭介
- 草薙俊平 - 加藤良輔
- 内海薫 - 難波なう
- 北原信二 - 桑野晃輔
- 村木隆 - 池岡亮介
- 加山幸広 - 佐川大樹
- 小中行秀 - 三好大貴
- 脇坂睦美 - 日比美思
- 長倉一恵 - 福田愛依

#### 楽曲（ガリレオ★CV2）
- 目に見えない何か（作詞：堤泰之 / 作曲：楠瀬拓哉 / 編曲：楠瀬拓哉）
- ガリレオのテーマ（作詞：堤泰之 / 作曲：楠瀬拓哉 / 編曲：伊真吾）
- 愛という名の電波（作詞：堤泰之 / 作曲：楠瀬拓哉 / 編曲：伊真吾）
- ジェラシー（作詞：堤泰之 / 作曲：楠瀬拓哉 / 編曲：伊真吾）
- 目に見えない何か（作詞：堤泰之 / 作曲：楠瀬拓哉 / 編曲：伊真吾）
- ジェラシー reprise（作詞：堤泰之 / 作曲：楠瀬拓哉 / 編曲：楠瀬拓哉）